# 福贝洛
福贝洛（義大利語：Fobello），是意大利韦尔切利省的一个市镇。总面积29平方公里，人口229人，人口密度7.9人/平方公里（2009年）。ISTAT代码为002057。